# Ребус (журнал)

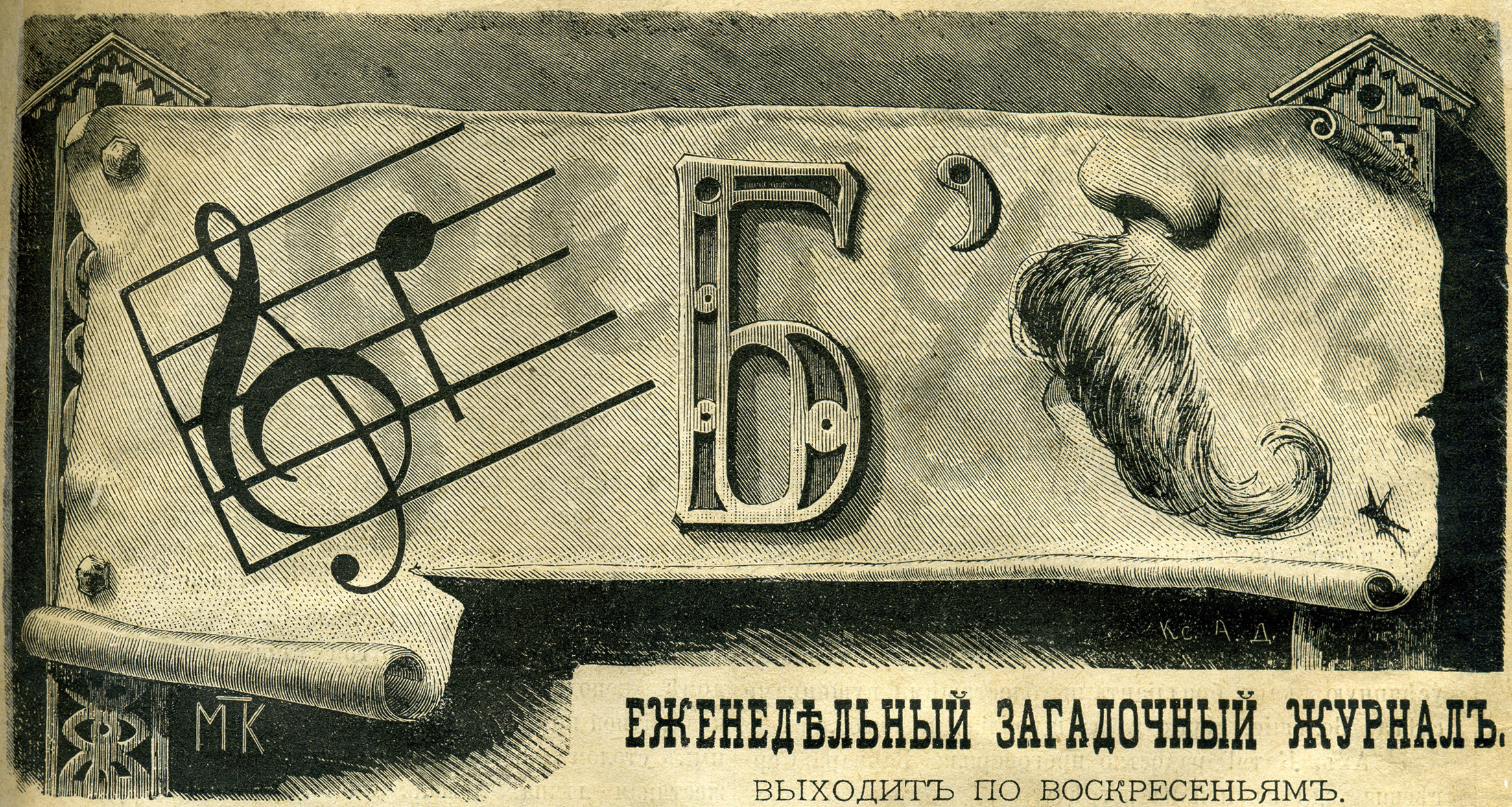
Логотип журнала в виде ребуса.

«Ребус» — еженедельный журнал, издавался в Санкт-Петербурге с 1881 года В. И. Прибытковым. Сначала выходил как листок загадок и ребусов, затем стал органом спиритизма и медиумизма.

Нам памятно одиннадцатое сентября 1881 года — день первого номера 'Ребуса', когда он робкими и нетвердыми шагами явился на свет, ободряемый надеждой защищать дорогие нам идеи и поддерживать веру в будущую нашу жизнь в ином, лучшем мире. Не нам судить, насколько надежда наша оправдалась и насколько наша двадцатилетняя деятельность способствовала искоренению материалистического воззрения, пустившего в России глубокие корни в 70-80-х годах прошлого столетия.
— В. И. Прибытков, «Ребус» № 1000 от 4 марта 1901 года
Журнал помещал беллетристические произведения и статьи по разным вопросам психологии. В журнале печатались статьи А. Бутлерова, Н. Вагнера, А. Аксакова, H. Страхова, В. Икорникова. Читателям предлагались загадки, шарады, и, конечно, ребусы, многие из которых были «премированными» ценными призами.
Журнал закрыт в 1918 году, в середине 1930-х годов изымался из библиотек и уничтожался.

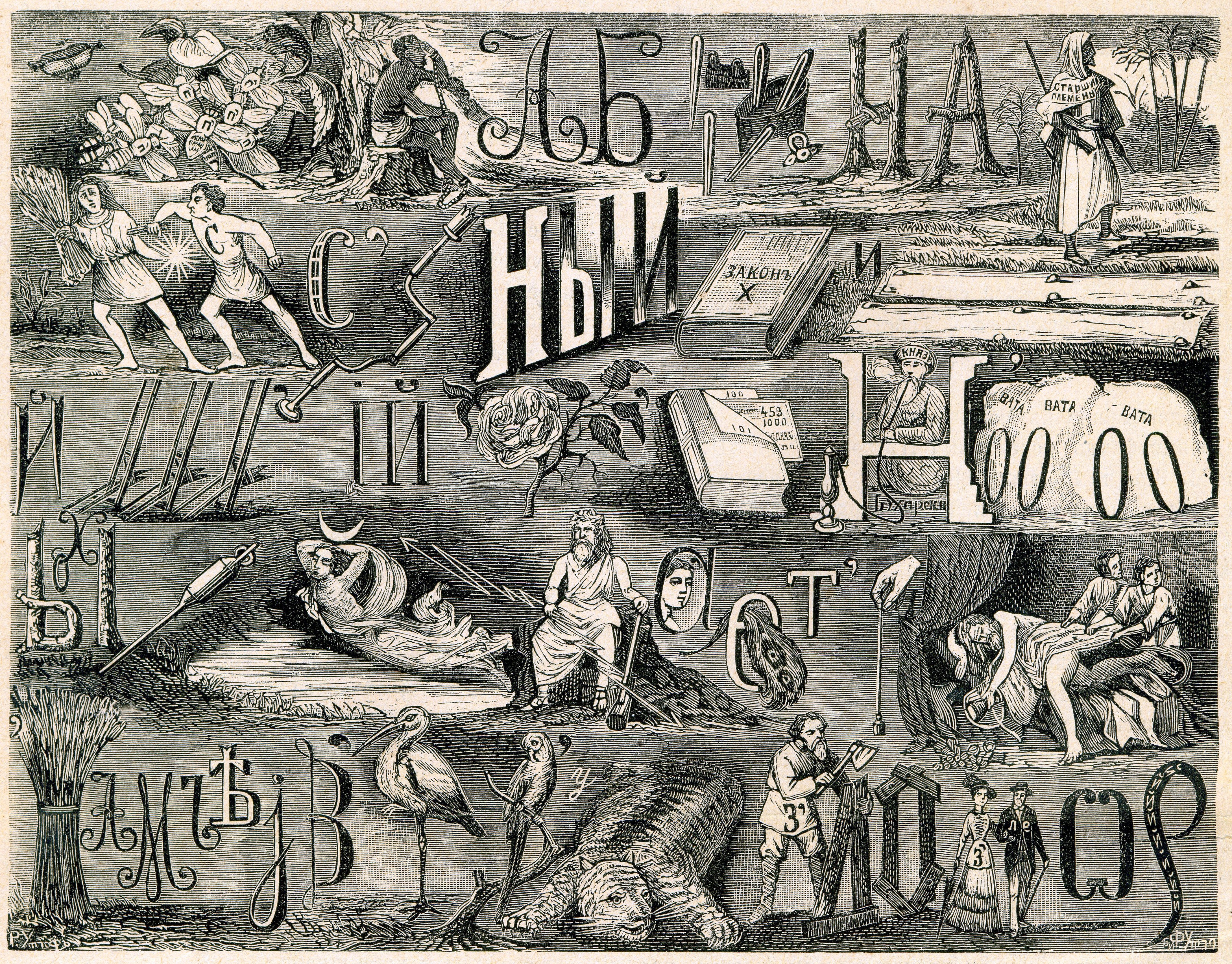
«Премированный» ребус, за решение которого полагалась «большая олеографическая картина». Автор ребуса — Кони, 1883 год.